# Daphnia galeata
Daphnia galeata är en kräftdjursart som beskrevs av Georg Ossian Sars 1864. Daphnia galeata ingår i släktet Daphnia och familjen Daphniidae. Det är osäkert om arten förekommer i Sverige.

## Underarter
Arten delas in i följande underarter:
- D. g. mendotae
- D. g. galeata